# Équipe de Tunisie de volley-ball en 2005
L'équipe de Tunisie de volley-ball rate le podium de peu aux Jeux méditerranéens d'Almeria. Quelques jours plus tard, elle se qualifie au championnat du monde au Japon grâce à trois victoires écrasantes contre le Maroc, l'Afrique du Sud et l'Algérie. En septembre, et pour la troisième fois consécutive, l'équipe dispute le championnat d'Afrique en Égypte. Elle enchaîne les victoires jusqu'à la finale perdue contre Égypte et rate ainsi la qualification à la World Grand Champions Cup.

## Matchs
| Date              | Lieu                                             | Adversaire                       | Score                               | Durée  | Compétition | Meilleur marqueur | Référence |
| 1er mars 2005     | Palasport di Latina Latina                       | Acqua&Sapone Icom Latina         | 0-5 (22-25 19-25 17-25 24-26 17-25) | -      | A           | - | lega,     |
| 27 mai 2005       |                                                  | Espagne                          | 3-1                                 |        | A           | | RFEVB     |
| 24 juin 2005      | Moisés Ruiz Sports Hall Almería                  | Albanie                          | 3-0 (25-12 25-19 25-15)             | 1 h 4  | JMPT        | Khaled Belaïd (en) (12) | XVJM      |
| 28 juin 2005      | Moisés Ruiz Sports Hall Almería                  | France B                         | 3-1 (23-25 25-20 25-16 25-22)       | 1 h 36 | JMPT        | Noureddine Hfaiedh (17) | XVJM      |
| 30 juin 2005      | Moisés Ruiz Sports Hall Almería                  | Italie B                         | 3-1 (17-25 29-27 25-22 25-19)       | 1 h 41 | JMQdF       | Hichem Kaâbi (17) | XVJM      |
| 2 juillet 2005    | Moisés Ruiz Sports Hall Almería                  | Espagne                          | 0-3 (21-25 18-25 24-26)             | 1 h 7  | JMDF        | Khaled Belaïd (en), Hosni Karamosli (en) (11)                                                                                 | XVJM      |
| 3 juillet 2005    | Moisés Ruiz Sports Hall Almería                  | Serbie-et-Monténégro             | 0-3 (20-25 24-26 27-29)             | 1 h 19 | JM3e        | Khaled Belaïd (en) (14) | XVJM      |
| 28 juillet 2005   | Palais des sports d'El Menzah Tunis              | Maroc                            | 3-0 (25-15 25-13 25-16)             | 1 h 0  | TQCM        | Noureddine Hfaiedh (38) Khaled Belaïd (en) (28) Marouane Fehri (en) (27) Mohamed Trabelsi (en) (22) Hosni Karamosli (en) (18) | FIVB      |
| 29 juillet 2005   | Palais des sports d'El Menzah Tunis              | Afrique du Sud                   | 3-0 (25-13 25-17 25-18)             | 1 h 20 | TQCM        | Noureddine Hfaiedh (38) Khaled Belaïd (en) (28) Marouane Fehri (en) (27) Mohamed Trabelsi (en) (22) Hosni Karamosli (en) (18) | FIVB      |
| 30 juillet 2005   | Palais des sports d'El Menzah Tunis              | Algérie                          | 3-0 (25-12 25-23 25-16)             | 1 h 7  | TQCM        | Noureddine Hfaiedh (38) Khaled Belaïd (en) (28) Marouane Fehri (en) (27) Mohamed Trabelsi (en) (22) Hosni Karamosli (en) (18) | FIVB      |
| 7 septembre 2005  | Cecina                                           | Carige Copra Genova              |                                     | -      | A           | - |           |
| 9 septembre 2005  | Palasport Giancarlo Parenti Latina               | Benacquista Assicurazioni Latina | 1-4 (20-25 17-25 17-25 22-25)       | -      | A           | - | lega      |
| 10 septembre 2005 | Palasport Giancarlo Parenti Latina               | Lupi Pallavolo Santa Croce       | 2-3 (25-23 19-25 19-25 25-20 08-15) | -      | A           | - | lupi      |
| 13 septembre 2005 | Cecina                                           | Bancaetruria Eurospar Arezzo     | 0-3 (19-25 20-25 23-25)             | -      | A           | - | lega      |
| 22 septembre 2005 | Cairo Stadium Indoor Halls Complex (en) Le Caire | Rwanda                           | 3-0 (25-21 25-18 25-20)             | 1 h 13 | CHANPT      | - |           |
| 23 septembre 2005 | Cairo Stadium Indoor Halls Complex (en) Le Caire | RD Congo                         | 3-0 (25-23 25-15 25-14)             | 1 h 10 | CHANPT      | - |           |
| 24 septembre 2005 | Cairo Stadium Indoor Halls Complex (en) Le Caire | Maroc                            | 3-1 (25-22 18-25 25-10 25-20)       | 1 h 37 | CHANPT      | - |           |
| 25 septembre 2005 | Cairo Stadium Indoor Halls Complex (en) Le Caire | Soudan                           | 3-0 (25-13 25-11 25-13)             | 1 h 0  | CHANPT      | - |           |
| 28 septembre 2005 | Cairo Stadium Indoor Halls Complex (en) Le Caire | Cameroun                         | 3-2 (19-25 19-25 25-23 25-22 15-10) | 1 h 56 | CHANDF      | - |           |
| 29 septembre 2005 | Cairo Stadium Indoor Halls Complex (en) Le Caire | Égypte                           | 1-3 (16-25 23-25 25-22 19-25)       | -      | CHANF       | - |           |

A : match amical.
JM : match des Jeux méditerranéens 2005.
TQCM : match du tournoi de qualification au championnat du monde 2006.
CHAN : match du championnat d'Afrique 2005
PTPremier tour
QdFQuart de finale
DFDemi-finale
FFinale
3eMatch pour la 3e place

## Sélections

### Sélection pour lesJeux méditerranéens 2005
| No                                          | Nom                                         | Date de naissance                           | Taille | Poids | Poste                        | Club                                  |
| ------------------------------------------- | ------------------------------------------- | ------------------------------------------- | ------ | ----- | ---------------------------- | ------------------------------------- |
| 2                                           | Mohamed Trabelsi (en)                       | 15 septembre 1981                           | 202    | 92    | Central                      | Union sportive des transports de Sfax |
| 3                                           | Sami Hamzaoui                               |                                             |        |       | Libero                       | Espérance de Tunis                    |
| 4                                           | Walid Ben Abbes (en)                        | 19 juin 1980                                | 186    | 76    | Attaquant                    | Étoile du Sahel                       |
| 5                                           | Samir Sellami                               | 13 juillet 1977                             | 194    | 82    | Passeur                      | Club sfaxien                          |
| 6                                           | Hichem Kaâbi                                | 13 septembre 1986                           | 194    | 82    | Attaquant                    | Boumhel Bassatine Sport               |
| 7                                           | Chaker Ghezal (en)                          | 14 janvier 1977                             | 199    | 90    | Central                      | Étoile du Sahel                       |
| 9                                           | Khaled Belaïd (en)                          | 30 décembre 1973                            | 195    | 82    | Réceptionneur-attaquant      | Club sfaxien                          |
| 10                                          | Bilel Ben Hassine                           | 22 juin 1983                                | 201    | 90    | Central                      | Fatah Hammam El Ghezaz                |
| 11                                          | Marouane Fehri (en)                         | 1er juillet 1979                            | 197    | 79    | Réceptionneur-attaquant      | Club olympique de Kélibia             |
| 13                                          | Noureddine Hfaiedh                          | 27 août 1973                                | 200    | 86    | Réceptionneur-attaquant      | Étoile du Sahel                       |
| 15                                          | Ghazi Guidara (en)                          | 18 mai 1974                                 | 186    | 75    | Passeur                      | Espérance de Tunis                    |
| 18                                          | Hosni Karamosli (en)                        | 1er juin 1980                               | 197    | 82    | Attaquant                    | Club sfaxien                          |
|                                             |                                             |                                             |        |       |                              |                                       |
| Encadrement technique                       | Encadrement technique                       |                                             |        |       | Légende                      | Légende                               |
| Entraîneur : Antonio Giacobbe               | Entraîneur : Antonio Giacobbe               | Entraîneur : Antonio Giacobbe               |        |       | : Capitaine                  | : Capitaine                           |
| Entraîneur(s) adjoint(s) : Mohamed Trabelsi | Entraîneur(s) adjoint(s) : Mohamed Trabelsi | Entraîneur(s) adjoint(s) : Mohamed Trabelsi |        |       | : Joueur blessé actuellement | : Joueur blessé actuellement          |
| Manager général : Mohamed Messelmani        |                                             |                                             |        |       |                              |                                       |

### Sélection pour le tournoi qualificatif auchampionnat du monde 2006
| No                                               | Nom                                              | Date de naissance                                | Taille | Poids | Poste                        | Club                                  |
| ------------------------------------------------ | ------------------------------------------------ | ------------------------------------------------ | ------ | ----- | ---------------------------- | ------------------------------------- |
| 1                                                | Anouer Taouerghi                                 | 17 août 1983                                     | 178    | 76    | Libero                       | Union sportive des transports de Sfax |
| 2                                                | Mohamed Trabelsi (en)                            | 15 septembre 1981                                | 202    | 92    | Central                      | Union sportive des transports de Sfax |
| 4                                                | Walid Ben Abbes (en)                             | 19 juin 1980                                     | 186    | 76    | Attaquant                    | Étoile du Sahel                       |
| 5                                                | Samir Sellami                                    | 13 juillet 1977                                  | 194    | 82    | Passeur                      | Club sfaxien                          |
| 7                                                | Chaker Ghezal (en)                               | 14 janvier 1977                                  | 199    | 90    | Central                      | Étoile du Sahel                       |
| 9                                                | Khaled Belaïd (en)                               | 30 décembre 1973                                 | 195    | 82    | Réceptionneur-attaquant      | Club sfaxien                          |
| 10                                               | Bilel Ben Hassine                                | 22 juin 1983                                     | 201    | 90    | Central                      | Fatah Hammam El Ghezaz                |
| 11                                               | Marouane Fehri (en)                              | 1er juillet 1979                                 | 197    | 79    | Réceptionneur-attaquant      | Club olympique de Kélibia             |
| 13                                               | Noureddine Hfaiedh                               | 27 août 1973                                     | 200    | 86    | Réceptionneur-attaquant      | Étoile du Sahel                       |
| 15                                               | Ghazi Guidara (en)                               | 18 mai 1974                                      | 186    | 75    | Passeur                      | Espérance de Tunis                    |
| 17                                               | Hichem Kaâbi                                     | 13 septembre 1986                                | 194    | 82    | Attaquant                    | Boumhel Bassatine Sport               |
| 18                                               | Hosni Karamosli (en)                             | 1er juin 1980                                    | 197    | 82    | Attaquant                    | Club sfaxien                          |
|                                                  |                                                  |                                                  |        |       |                              |                                       |
| Encadrement technique                            | Encadrement technique                            |                                                  |        |       | Légende                      | Légende                               |
| Entraîneur : Antonio Giacobbe                    | Entraîneur : Antonio Giacobbe                    | Entraîneur : Antonio Giacobbe                    |        |       | : Capitaine                  | : Capitaine                           |
| Entraîneur(s) adjoint(s) : Noureddine Ben Younes | Entraîneur(s) adjoint(s) : Noureddine Ben Younes | Entraîneur(s) adjoint(s) : Noureddine Ben Younes |        |       | : Joueur blessé actuellement | : Joueur blessé actuellement          |
| Manager général : Mohamed Messelmani             |                                                  |                                                  |        |       |                              |                                       |